# Andiamo a comandare
«Andiamo a Comandare» (с итал. — «Пойдем командовать») — песня и сингл итальянского певца и видеоблоггера Фабио Ровацци. Выпущена в феврале 2016 года в формате видеоклипа; в апреле того же года, когда видео набрало больше 10 миллионов просмотров на YouTube, была выпущена в качестве сингла, и, в мае того же года песня была выставлена на продажу. По состоянию на сентябрь 2017 сингл пять раз стал платиновым; видеоклип имеет 146 миллионов просмотров на YouTube

## Песня
Песня была написана Фабио Ровацци, музыка была написана Данти из группы Two Fingers, жанр песни электронная танцевальная музыка и камеди-рок. Это песня считается одним из самых популярных хитов, так называемых, не поющих персон, как PAPP комика Pikotaro.

## Сертификации
- Италия  5 × платиновый
- Мексика  2 × платиновый